# Mundopa lunata
Mundopa lunata är en insektsart som beskrevs av Frederick Arthur Godfrey Muir 1913. Mundopa lunata ingår i släktet Mundopa och familjen kilstritar. Inga underarter finns listade i Catalogue of Life.